# Hercule Poirot
Hercule Poirot [erkyl poaro] je nejznámější postava britské spisovatelky Agathy Christie. Poprvé se objevil v románu Záhada na zámku Styles, kde se nám představil jako detektiv. Jeho věrným pomocníkem při řešení případů je kapitán Arthur Hastings.

## O postavě
Jde o velmi puntičkářského a výstředního belgického detektiva. Má malou postavu oblejších tvarů, vejčitou hlavu s uhlově černými vlasy, které dominuje mohutný, pečlivě navoskovaný knír, jenž je zároveň jeho chloubou. Je mu kolem 60 let. Rád nosí drahé obleky a mít na nohou jiné boty než své lakýrky je pro něj utrpení, stejně jako neupravenost, smítko prachu či špatně uvázaný motýlek, též si libuje v pruhovaných kalhotách. Nosí cvikr a kapesní hodinky (po dědečkovi). Bydlí na adrese Apt. 56B, Whitehaven Mansions, Sandhurst Square, London W1. Jeho telefonní číslo je TRA 8137. Stav jeho účtu musí být 444 liber, 4 šilinky a 4 pence. Nesnáší venkov. Trpí mořskou nemocí a bývá mu špatně v letadle. Je to gurmán, který velmi rád navštěvuje různé drahé restaurace, kde ochutnává jídlo, z nějž má velmi rád sladké, dává například přednost likéru (nejčastěji Chartreuse - bylinný likér, Crème de cassis - likér z černého rybízu a Crème de menthe - mátový likér) a sladkému vínu před pivem. Jeho nejoblíbenějšími nealkoholickými nápoji jsou horká čokoláda a bylinný čaj. Je po něm pojmenováno belgické pivo Hercule, které je produkováno firmou Brasserie Ellezelloise ve vesnici Ellezelles, která je jedním z možných míst Poirotova narození. Odmítá jíst různě velká vajíčka či nepravidelně tvarovaný chléb.

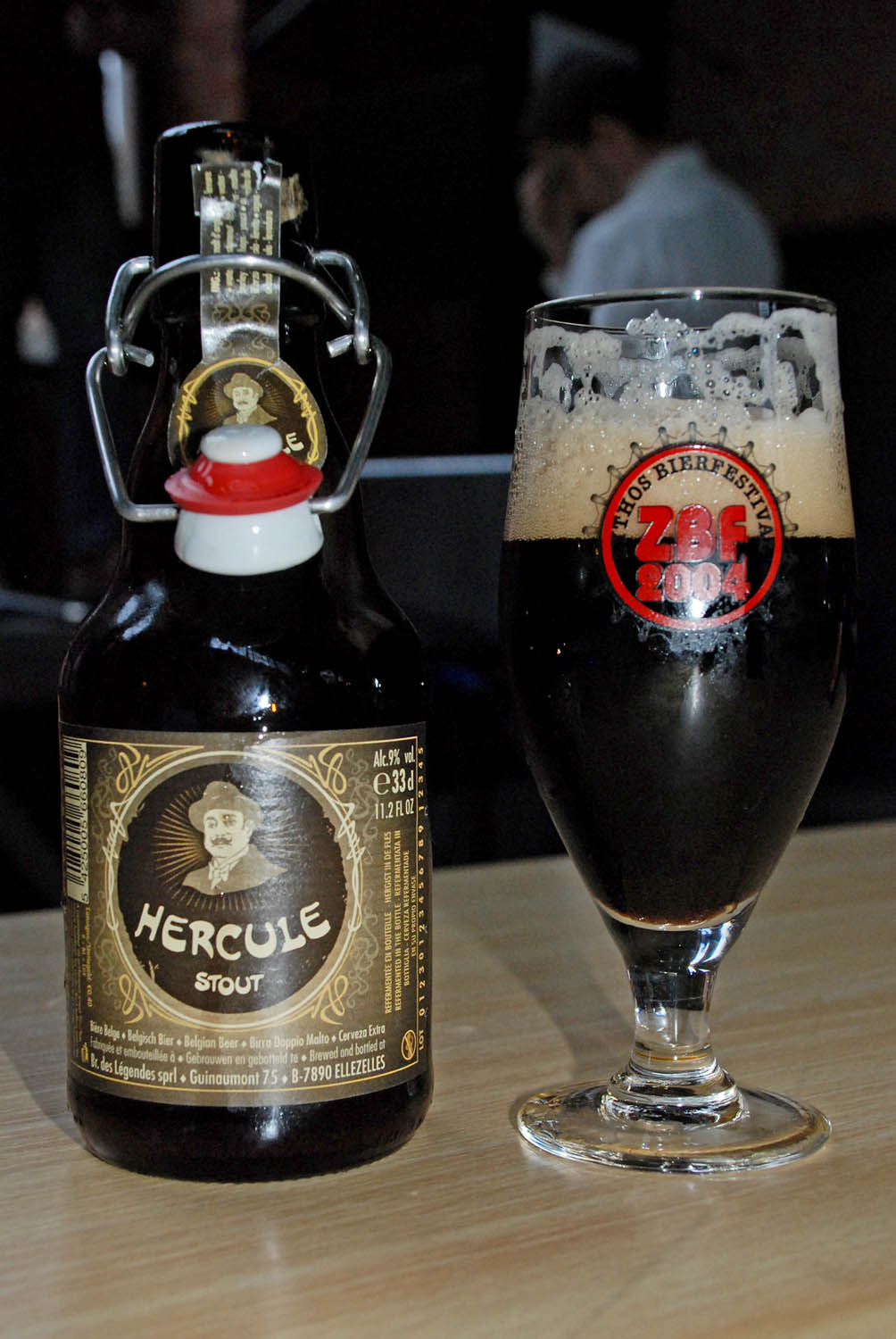
pivo Hercule

Je velmi hrdý na to, že je Belgičan (tedy Valon), a nesnáší, když si o něm lidé myslí, že je Francouz (které nemá moc v lásce), a když komolí jeho jméno, jež se vyslovuje [erkyl poaro] (francouzsky [puaro]). Je velmi sebestředný a mnoho lidí ho považuje za nafoukaného. Jeho první slova byla „Mon ami, Hastings!“ a poslední „Cher ami“ (adresováno Hastingsovi). Mluví plynně francouzsky, anglicky a německy. Rád mluví lámánou angličtinou.
| „                                                                 | Proč někdy mluvíte dokonalou angličtinou a někdy ne? To vám vysvětlím. Je pravda, že ovládám perfektně angličtinu se všemi jejími jazykovými zvláštnostmi. Ale, příteli milý, mluvit lámanou angličtinou je nesmírná výhoda. To vede lidi k tomu, aby vámi pohrdali. Řeknou si - cizinec - nedovede ani pořádně anglicky. V mém zájmu není lidi děsit - místo toho v nich vyvolávám mírný posměch. A taky se chlubím! Angličané často říkají: ,Člověk, který si o sobě tolik myslí, nemůže za moc stát.' To je anglický názor. Není vůbec pravdivý. Vidíte, takhle já lidi ukolébám, a oni si přestanou dávat pozor. A taky se už u mě z toho stal zvyk. | “ |
| — pan Satterthwaite a Hercule Poirot v Tragédii o třech jednáních | |   |

Při vyšetřování je jeho metodou systém a pořádek. K dopadení zločince se nehoní po různých stopách, ale používá svých šedých buněk mozkových.
Za celý svůj život se zamiloval dvakrát, poprvé do jedné belgické dívky (Virginie Mesnardové) a podruhé do ruské hraběnky Very Rosakoffové. Vždy ho při vyšetřování doprovázejí někteří z jeho známých, ať už kapitán Arthur Hastings, vrchní inspektor Japp ze Scotland Yardu, sekretářka slečna Lemonová, sluha George či známá spisovatelka Ariadne Oliverová. Hercule Poirot zemře v knize Opona: Poslední případ Hercula Poirota. The New York Times dokonce otiskly jeho nekrolog. Hercule Poirot se znovu objevil v roce 2014 v románu Vraždy s monogramem, který je první knihou s některou z postav Agathy Christie, kterou napsal jiný autor, aniž by však vycházela z jejího námětu či nedopsaného textu.
Poirotův život by se dal shrnout jeho vlastním citátem:
| „                                             | Víte, pocházím z chudé rodiny. Bylo nás doma hodně. Museli jsme se ve světě protlouct. Já šel k policii. Pracoval jsem tvrdě. Pomalu jsem se dostával nahoru. Začal jsem si dělat jméno. Udělal jsem si je. Začal jsem mít mezinárodní pověst. A nakonec jsem měl jít do výslužby. Pak přišla válka. Byl jsem raněn. Jako smutný, vyčerpaný uprchlík jsem přišel do Anglie. Jedna laskavá paní mi poskytla pohostinství. Zemřela - ale ne přirozenou smrtí: někdo ji zabil. Eh bien, pustil jsem se do pátrání. Zaměstnal jsem své šedé buňky. Objevil jsem jejího vraha. Zjistil jsem, že nejsem ještě vyřízený. Ne, moje schopnosti byly lepší než kdykoli jindy. Tak začala moje druhá životní dráha, dráha soukromého detektiva v Anglii. Rozřešil jsem mnoho báječných a záhadných případů. Ach, monsieur, žil jsem! Psychologie lidské povahy je obdivuhodná. Zbohatl jsem. Jednoho dne budu mít tolik peněz, kolik budu potřebovat, řekl jsem si. Budu moct uskutečnit všechny své sny. | “ |
| — Hercule Poirot v Tragédii o třech jednáních | |   |

## Vznik
Agatha Christie jako malá často četla se svojí sestrou Madge příběhy detektiva Sherlocka Holmese (od Arthura Conan Doyla). Madge ji později vyzvala, aby napsala vlastní detektivní příběh.
První případ (a později mnoho dalších) byl založen na otravě jedem. To mělo svůj důvod, během války totiž Christie pracovala v lékárně, kde se často setkávala s jedy. To ji nakonec povzbudilo k splnění Madginy výzvy a začala pomalu přemýšlet o příběhu a hlavní postavě.
Ve městě Torquay, kde Agatha Christie žila, pobývalo za první světové války mnoho uprchlíků, včetně belgických, které si nakonec vybrala a ti zapříčinili původ prvního detektiva. Určila mu základní vlastnosti, jimiž jsou nízká výška, knír, vynikající styl oblékání a samozřejmě inteligence. Vznik jména vysvětluje ve své autobiografii (Vlastní životopis – Agatha Christie). Nejdříve si vybrala jméno Hercules a poté Poirot. Obojí nebylo na základě jakékoliv osoby. Hercules Poirot jí moc nesedělo, ale stačilo odebrat „s“, a vzniklo dobře znějící Hercule Poirot.
První příběh, Záhada na zámku Styles, nakonec napsala v roce 1916. První nakladatelství ho ale odmítlo, ale Christie to zkoušela dál. Nakonec byl vydán až v roce 1920, 4 roky po napsání, a na světě se tak objevil jeden z později nejznámějších detektivů všech dob, Hercule Poirot.

## První výskyt
Poirot se poprvé objevuje v Záhadě na zámku Styles, vůbec první knize Agathy Christie. V druhé kapitole jde Hastings (představen hned na začátku knihy, vypravěč, Poirotův přítel se kterým se znal již v Belgii) koupit známky do poštovního úřadu. Tam se téměř srazí s mužem, který vykřikne „Mon ami, Hastings!“, kterého Hastings pozná. Takto se objeví Hercule Poirot. Hastings ho později popisuje takto:
| „                         | Poirot byl výjimečně vyhlížející malý muž. Měřil stěží sto šedesát centimetrů, ale pohyboval se s velkou důstojností. Tvar jeho hlavy opisoval přesně tvar vejce a vždy ji měl nakloněnou trochu na stranu. Jeho knír byl velmi navoskovaný, vojenského zástřihu. Upravenost jeho šatu byla téměř neuvěřitelná; věřím tomu, že smítko prachu by mu způsobilo více bolesti než zranění střelou. Přesto tento bizarní malý muž hejskovského vzezření, kterého jsem ke své lítosti nyní viděl znatelně ochablého, patřil svého času k nejoslavovanějším příslušníkům belgické policie. Jeho detektivní nadání bylo mimořádné a dosáhl velkolepých triumfů, když přišel na kloub některým z největších záhad těch dní. | “ |
| — kapitán Arthur Hastings | |   |

Tehdy bydlel v domě s jinými belgickými uprchlíky ve Stylesu, později se přestěhoval do Whitehaven Mansions (neexistující místo, v nejznámějším seriálu o Poirotovi slouží jako toto místo budova Florin Court v Londýně). Na sklonku života se přestěhoval zpět do Stylesu.

## Minulost
Poirot o své minulosti mluví velmi nerad, proto toho víme velmi málo. Datum narození ani místo není přesně známo. Ve Velké čtyřce se zmiňuje o blíže neurčeném místě poblíž města Spa jako o místě svého narození. V Tragédii o třech jednáních prozrazuje, že pochází z početné a chudé rodiny.
Od roku 1893 do první světové války pracoval u belgické policie, stal se dokonce náčelníkem.

## Postavy

### kapitán Arthur Hastings
Stejně jako Poirot se poprvé objevuje v Záhadě na zámku Styles a naposled v Opona: poslední případ Hercula Poirota. V prvních dílech je přítomnost Hastingse a jeho nápadů a domněnek téměř nepřetržitá. Postupně však klesá.
Hastings je velmi podobný jiné postavě – dr. Watsonovi, příteli Sherlocka Holmese. Oba jsou většinou vypravěči příběhů (ačkoli u Poirota nalezneme více případů vyprávěných někým jiným). Oba jsou také nejlepšími přáteli detektiva a po nějakou dobu s ním sdílejí byt.
Hastings a Poirot se seznámili v Belgii, pravděpodobně na začátku 20. století, ještě před první světovou válkou. V Anglii se poprvé setkávají ve Stylesu.
Ačkoli neoplývá inteligencí, je Poirotovi často užitečný jinými způsoby. Na případy se dívá jako běžný člověk a občas pronese domněnku nebo postřeh, který nakonec pomůže k vyřešení případu (většinou ale Poirot jeho nápady smete ze stolu). Také je na rozdíl od Poirota fyzicky zdatný, a tak dokáže pomoci v chytání zločince.
Hastings je „pravý anglický gentleman“ a často ho nepříjemně překvapují Poirotovy „drzosti“ jako např. čtení cizích dopisů či odposlouchávání rozhovorů. Je velkým milovníkem aut a sám jezdí v 1931 Lagonda 2-Litre Low Chassis Tourer.
Ve Vraždě na golfovém hřišti se seznámí s Dulcie Duveenovou, kterou si později vezme a odstěhuje se s ní do Argentiny. O jejich manželství nejsou známy v podstatě žádné detaily, až v Oponě se dozvídáme informace. Hastings a Dulcie mají čtyři děti, dva syny a dvě dcery.
Nejznámějším jeho představitelem je Hugh Fraser (v seriálu Hercule Poirot).

### slečna Lemonová
Její celé jméno je Felicity Lemonová. Objevuje se ve 32 případech. Je sekretářkou Hercula Poirota. Má velmi ráda kočky. Zajímá se o spiritismus a hypnózu. Je expert téměř na vše a jejím snem je perfektní třídící systém. Chyby se dopustila pouze dvakrát. Nejznámější její představitelkou je Pauline Moran (v seriálu Hercule Poirot).

### vrchní inspektor Japp
Nejdříve je uváděn jako inspektor, později se stává vrchním inspektorem. Pracuje ve Scotland Yardu. S Poirotem se poprvé setká v roce 1904 u případu Abercrombie a při pronásledování kriminálníka známého jako „Baron Altara“, poté až v Anglii. Nejdříve Poirotovi nedůvěřuje, ale poté se změní a stane se jeho přítelem (i Hastingse). Stejně jako Hastings se v pozdějších případech vyskytuje méně. Nejznámějším jeho představitelem je Philip Jackson (v seriálu Hercule Poirot).

## Knihy, v nichž se Hercule Poirot objevuje

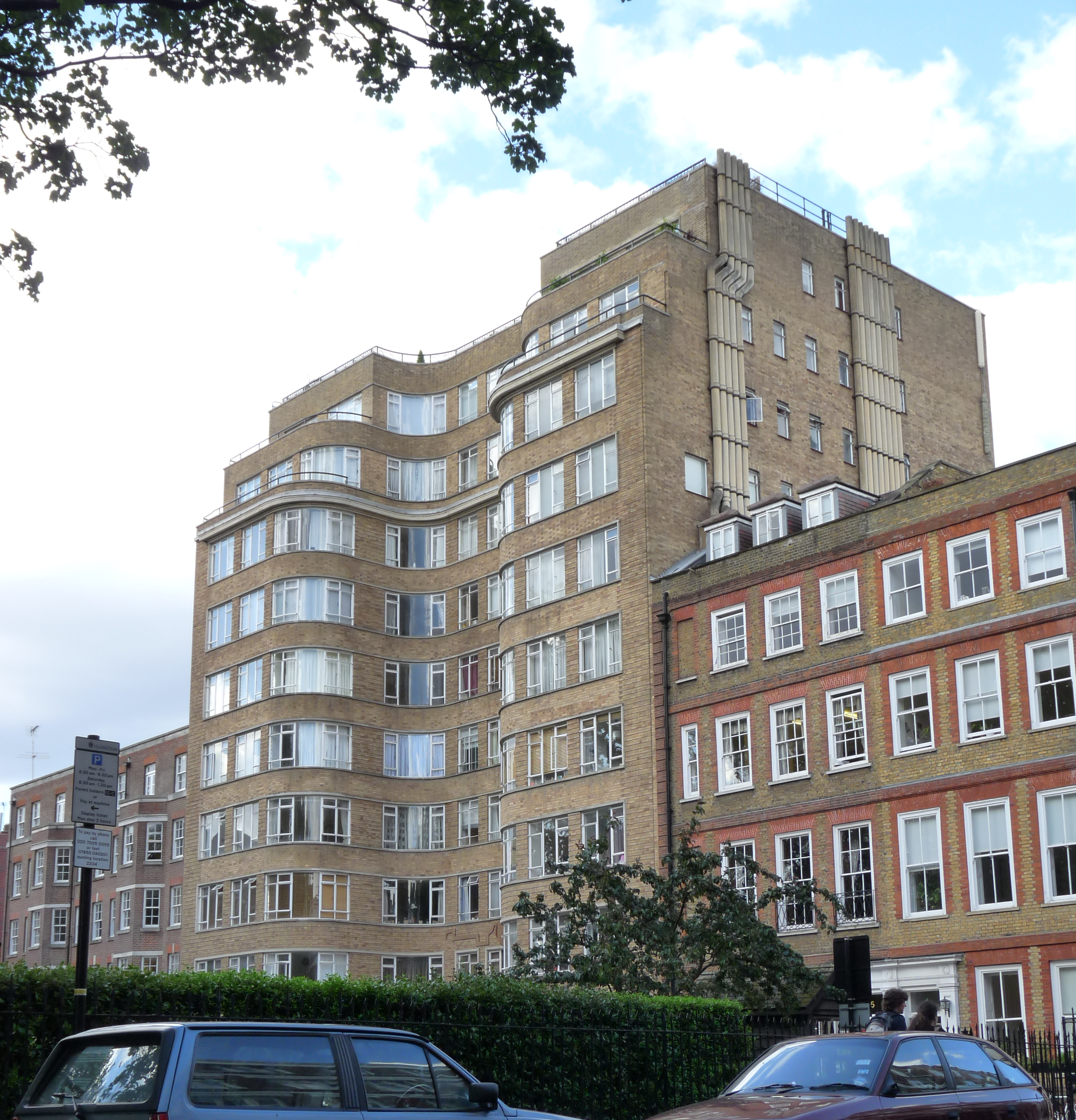
V tomto domě Hercule Poirot strávil většinu svého života.

Seznam knih, ve kterých se postava belgického detektiva Hercule Poirota objevuje:
| rok  | anglický název                  | český překlad                                         | zfilmováno                                          |
| ---- | ------------------------------- | ----------------------------------------------------- | --------------------------------------------------- |
| 1920 | The Mysterious Affair at Styles | Záhada na zámku Styles                                | 1990 Suchet                                         |
| 1923 | Murder on the Links             | Vražda na golfovém hřišti                             | 1996 Suchet                                         |
| 1924 | Poirot Investigates             | Poirotova pátrání                                     |                                                     |
| 1926 | The Murder of Roger Ackroyd     | Vražda Rogera Ackroyda                                | 2000 Suchet                                         |
| 1927 | The Big Four                    | Velká čtyřka                                          | 2013 Suchet                                         |
| 1928 | The Mystery of the Blue Train   | Záhada Modrého vlaku                                  | 2006 Suchet                                         |
| 1932 | Peril at End house              | Dům na úskalí                                         | 1990 Suchet                                         |
| 1933 | Lord Edgware Dies               | Smrt lorda Edgwarea / Lord Edgware umírá              | 1934 Trevor, 1985 Ustinov, 2000 Suchet              |
| 1934 | Murder on the Orient Express    | Vražda v Orient-expresu                               | 1974 Finney, 2001 Molina, 2010 Suchet, 2017 Branagh |
| 1935 | Death in the Clouds             | Smrt v oblacích                                       | 1992 Suchet                                         |
| 1935 | Three Act Tragedy               | Vražda o třech dějstvích / Tragédie o třech jednáních | 1986 Ustinov, 2010 Suchet                           |
| 1936 | The ABC Murders                 | Vraždy podle abecedy                                  | 1965 Randall, 1992 Suchet, 2018 Malkovich           |
| 1936 | Cards on the Table              | Karty na stole                                        | 2006 Suchet                                         |
| 1936 | Murder in Mesopotamia           | Vražda v Mezopotámii                                  | 2000 Suchet                                         |
| 1937 | Death on the Nile               | Smrt na Nilu                                          | 1978 Ustinov, 2004 Suchet, 2022 Branagh             |
| 1937 | Dumb Witness                    | Němý svědek                                           | 1997 Suchet                                         |
| 1937 | Murder in the Mews              | Vražda v postranní ulici                              | 1989 Suchet                                         |
| 1938 | Appointment with Death          | Schůzka se smrtí                                      | 1988 Ustinov, 2008 Suchet                           |
| 1938 | Hercule Poirot’s Christmas      | Vánoce Hercula Poirota                                | 1995 Suchet                                         |
| 1940 | One, Two, Buckle My Shoe        | Nástrahy zubařského křesla                            | 1992 Suchet                                         |
| 1940 | Sad Cypress                     | Temný cypřiš                                          | 2003 Suchet                                         |
| 1941 | Evil Under the Sun              | Zlo pod sluncem                                       | 1982 Ustinov, 2001 Suchet                           |
| 1943 | Five Little Pigs                | Pět malých prasátek                                   | 2003 Suchet                                         |
| 1946 | The Hollow                      | Poslední weekend                                      | 2004 Suchet                                         |
| 1947 | The Labours of Hercules         | Herkulovské úkoly pro Hercula Poirota                 | 2013 Suchet                                         |
| 1948 | Taken at the Flood              | Čas přílivu / Na vrcholu vlny                         | 2006 Suchet                                         |
| 1952 | Mrs. McGinty’s Dead             | Smrt staré posluhovačky                               | 2007 Suchet                                         |
| 1953 | After the Funeral               | Po pohřbu                                             | 2006 Suchet                                         |
| 1955 | Hickory Dickory Dock            | Zlatá brána otevřená                                  | 1995 Suchet                                         |
| 1956 | Dead Man’s Folly                | Hra na vraždu                                         | 1986 Ustinov, 2013 Suchet                           |
| 1959 | Cat Among the Pigeons           | Kočka mezi holuby                                     | 2008 Suchet                                         |
| 1963 | The Clocks                      | Hodiny                                                | 2010 Suchet                                         |
| 1966 | Third Girl                      | Třetí dívka                                           | 2008 Suchet                                         |
| 1969 | Hallowe’en Party                | Viděla jsem vraždu                                    | 2010 Suchet, 2023 Branagh                           |
| 1972 | Elephants Can Remember          | Sloni mají paměť                                      | 2013 Suchet                                         |
| 1974 | Poirot’s Early Cases            | Rané případy Hercula Poirota                          |                                                     |
| 1975 | Curtain: Poirot’s Last Case     | Opona: Poslední případ Hercula Poirota                | 2012 Suchet                                         |
| 1992 | Problem at Pollensa Bay         | Potíže v zálivu Pollensa                              |                                                     |
| 1997 | While the Light Lasts           | Dokud světlo nepohasne                                |                                                     |
| 2014 | The Monogram Murders            | Vraždy s monogramem (knihu napsala Sophie Hannah)     |                                                     |
| 2016 | Closed Casket                   | Zavřená truhla (knihu napsala Sophie Hannah)          |                                                     |
| 2018 | The Mystery of Three Quarters   | Záhada tří čtvrtin (knihu napsala Sophie Hannah)      |                                                     |

## Herečtí představitelé
Detektivní romány Agathy Christie se staly cílem mnoha filmových, televizních či rozhlasových zpracování, přičemž největší zájem přitahovaly právě příběhy Hercula Poirota. Mezi herce, kteří jej ztvárnili, patří zejména David Suchet (seriál Hercule Poirot), Albert Finney (Vražda v Orient expresu), Peter Ustinov (6 filmů, např. Smrt na Nilu) a několik dalších herců.

### Austin Trevor
Prvním představitelem Hercule Poirota na stříbrném plátně byl britský herec Austin Trevor, který se převtělil do role belgického detektiva (bez zahnutého kníru) třikrát. Byly to filmy: Alibi (1931) natočený podle divadelní hry, Černá káva (1931) a Lord Edgware umírá (1934). Austin Trevor se objevil o třicet let později v roli Judsona ve filmové adaptaci Vraždy podle abecedy (1965), kde Hercule Poirota ztvárnil Tony Randall.
Filmy:
- Alibi (1931)
- Black Coffee (1931) – Černá káva
- Lord Edgware Dies (1934) – Lord Edgware umírá

### Tony Randall
Za druhého detektiva Poirota je považován americký herec Tony Randall, nicméně snímek z dílny společnosti MGM Vraždy podle abecedy (1965) je spíše filmovou parodií než adaptací románu Agathy Christie, scenáristy velmi pozměněné. Autorka předlohy nesouhlasila s obsazením i střihem a odmítla postelové scény s Poirotem. Ve filmu se objevil kapitán Hastings v podání korpulentního Roberta Morleye.
Film:
- Vraždy podle abecedy (1965)

### Albert Finney
Dalším představitelem se stal britský divadelní herec Albert Finney, jenž ve slavné adaptaci Vražda v Orient expresu (1974) vytvořil nejvěrnější podobu soukromého detektiva Poirota. Hvězdně obsazený film režiséra Sidney Lumeta byl pětkrát nominován na Oskara (A. Finney, kamera, kostýmy, hudba, adaptace scénáře) a Ingrid Bergmanová toto ocenění získala za vedlejší roli.
Film:
- Vražda v Orient expresu (1974)

### Peter Ustinov
Peter Ustinov hrál Poirota celkem šestkrát, počínaje filmem Smrt na Nilu (1978) a roli zopakoval ve filmech Zlo pod sluncem (1982) a Schůzka se smrtí (1988). Vedle těchto hvězdně obsazených filmů byly společností Warner Brothers natočeny ještě televizní adaptace Třináct u stolu (1985), Hra na vraždu (1986) a Vražda o třech dějstvích (1986). První z televizních filmů byl založen na románu „Smrt lorda Edgwarea“. Vedle Petera Ustinova se objevil David Suchet jako inspektor Japp ze Scotland Yardu, a to těsně předtím, než sám začal hrát slavného detektiva. Je ironií, že David Suchet zde Jappa označuje za „možná nejhorší výkon ve své kariéře“. Poirotův vzhled se v podání Petera Ustinova poněkud odlišil od románové předlohy. Poirot měl být podle knih Agathy Christie malý, hubený, černovlasý Belgičan na rozdíl od vysokého, silného, šedovlasého Petera Ustinova.
Filmy:
- Death on the Nile (1978) – Smrt na Nilu
- Evil Under the Sun (1982) – Zlo pod sluncem
- Thirteen at Dinner (1985) – Třináct u stolu (knižní předloha nese název Lord Edgware umírá)
- Dead Man's Folly (1986) – Hra na vraždu
- Murder in Three Acts (1986) – Vražda o třech dějstvích (knižní předloha nese název Tragédie o třech jednáních)
- Appointment With Death (1988) – Schůzka se smrtí

### David Suchet
Od roku 1989 nastoupil na televizní scénu britský herec David Suchet, jenž se zhostil své postavy s největším citem k originální postavě. V letech 1989–1991 anglická ITV natočila 28 a v roce 1993 dalších 8 padesátiminutových epizod, na něž od roku 1992 navázaly celovečerní filmy. Do roku 2013, kdy bylo natáčení ukončeno, dokončili tvůrci tohoto cyklu celkem 70 (36 krátkých a 34 dlouhých) epizod ve 13 sezónách.

### Alfred Molina
V roce 2001 vzniklo třetí zpracování Vraždy v Orient expresu, do něhož byl obsazen britský herec Alfred Molina. Americký film Carla Schenkela posazený do současnosti (videokazeta, mobilní telefon), by se dal označit za slabší volnou adaptací, přecházející místy do parodie. Poirot ztvárněný Molinou zcela ztrácí charakterové vlastnosti, na nichž je předloha slavného detektiva postavena.
Film:
- Murder on the Orient Express (2001) - Vražda v Orient expresu

### Kenneth Branagh
Kenneth Branagh byl do role Poirota obsazen poprvé ve čtvrté adaptaci Vraždy v Orient expresu. Své románové předloze není co do fyzického vzhledu příliš věrný; honosí se sice úctyhodným knírem, ten je ovšem šedý, a je spíše atletické postavy.
Filmy:
- Murder on the Orient Express (2017) - Vražda v Orient expresu
- Death on the Nile (2022) - Smrt na Nilu
- A Haunting in Venice (2023) - Přízraky v Benátkách (knižní předloha nese název Hallowe'en Party - Viděla jsem vraždu)